# تن‌های آیزوکرانیک
تن‌های آیزوکرانیک (به انگلیسی: Isochronic tones)، تک بیت‌هایی هستند که درکنار بیت‌های مونرال و بیت‌های باینورال که در عملیاتی به نام افزودن موج مغزی صورت می گیرند.
افزودن موج مغزی روشی است که برای همگام سازی امواج مغزی انجام می‌شود. این امواج معمولاً در پس زمینه یک صدا مانند یک موسیقی آرامش بخش گذاشته می‌شود و کمتر کسانی هستند که تن‌های آیزوکرانیک خام گوش می‌دهند.

## اثرات
تن‌های آیزوکرانیک می‌توانند بر امواج مغزی شما تأثیر بگذارند. ترجیحاً با هندزفری یا هدفون گوش داده شود تأثیر بیشتری دارد.
مثلاً گوش دادن به تن‌های آیزوکرانیک، با فرستادن امواج دلتا به مغز شما، می‌تواند شمارا به خواب ببرد.

## تاریخچه
در سال ۱۸۳۲ توسط یک دانشمند آلمانی (هاینریش ویلهلم دووه)، باینورال بیت‌ها کشف شدند. باینورال بیت‌ها هم مانند آیزوکرانیک بر امواج مغزی اثر می‌گذارند اما با این تفاوت که فرکانس‌های متفاوتی دارند و یکسره هستنو برعکس تن‌های آیزوکرانیک که خاموش و روشن می‌شوند.
اما در سال ۱۹۸۱ یک دانشمند دیگر (آرتورو مانس) تن‌های آیزوکرانیک را کشف کرد که تأثیر گذاری نسبتاً بیشتری به باینورال بیت‌ها داشتند. زیرا افزودن موج مغزی تأثیر گذار تر و قوی تری داشتند.

## امواج
| تأثیر                                | محدوده فرکانس | موج                       |
| ------------------------------------ | ------------- | ------------------------- |
| خواب عمیق و خستگی                    | ۱–۳ هرتز      | امواج دلتا                |
| ریلکسیشن و آرامش و خواب              | ۴–۷ هرتز      | امواج تتا                 |
| استراحت و خواب آلودگی                | ۸–۱۳ هرتز     | امواج آلفا                |
| بیداری، انرژی، آدرنالین و هیپنوتیزم  | ۱۴–۲۹ هرتز    | امواج بتا                 |
| فکر کردن بهتر، بیداری سریع، بی خوابی | ۳۰+ هرتز      | امواج گاما (نه پرتو گاما) |